# Wyspa Nowakowska
Wyspa Nowakowska – sztuczna wyspa powstała w wyniku osuszania i polderyzacji obszaru na Żuławach Elbląskich w kierunku północno-zachodnim od Elbląga. Obszar wyspy jest otoczony wodami Zalewu Wiślanego, Cieplicówki, Nogatu, Kanału Jagiellońskiego, rzeki Elbląg i Zatoki Elbląskiej. Pierwsze osady (osadnictwo mennonicko-olęderskie) powstały dopiero pod koniec XVII wieku. Wioski i osady znajdujące się na wyspie są położone na obszarze polderowym z chroniącymi wałami przeciwpowodziowymi i licznymi kanałami odwadniającymi. Większość budynków znajduje się (w ramach dodatkowej ochrony przeciwpowodziowej) na specjalnie usypanych pagórkach zwanych terpami.
Podczas II wojny światowej Niemcy zmuszali więźniów pobliskiego niemieckiego obozu koncentracyjnego Stutthof do prac przy robotach wzmacniających wały przeciwpowodziowe na wyspie.
Na północnym krańcu wyspy znajduje się rezerwat Zatoka Elbląska.

## Miejscowości leżące na Wyspie Nowakowskiej
Batorowo, Cieplice, Nowotki, Kępa Rybacka, Nowe Batorowo, Nowakowo, Nowakowo Trzecie, Ujście